# Maciej Tworzydło
Maciej Tworzydło (ur. 12 maja 1991) – polski judoka.
Zawodnik MOSiR Bochnia (2005-2010) i Klub Judo AZS Opole (2010-2017). Złoty medalista zawodów pucharu Europy seniorów 2013 w Bratysławie. Czterokrotny brązowy medalista mistrzostw Polski seniorów (2011 - kat. do 90 kg, 2014 i 2015 - kat do 81 kg, 2016 - kat do 90 kg). Uczestnik młodzieżowych mistrzostw Europy 2013. Brat judoki Wiktora Tworzydło.